# 卡博托广场 (蒙特利尔)
卡博托广场 (法語：Square Cabot) 是加拿大魁北克省蒙特利尔的一个城市广场，位于原蒙特利尔论坛（Montreal Forum）与原蒙特利尔儿童医院之间。广场位于肖内西村（Shaughnessy Village）社区，该地区最近被重新命名为Quartier des Grands Jardins 并已安排进行重建。
在加拿大共有三尊乔瓦尼·卡博托的雕像。另外两尊在圣约翰斯联邦大厦（Confederation Building）和布加维斯塔Cape Bonavista。还有两尊卡博托雕像位于英格兰布里斯托尔：市政厅和布里斯托尔港。
广场开辟于1870年，意大利探险家乔瓦尼·卡博托的雕像是意大利雕塑家Guido Casini (1892–1956)的作品，于1935年5月25日揭幕。